# Société française d'héraldique et de sigillographie
Pour les articles homonymes, voir SFHS.
La Société française d’héraldique et de sigillographie (SFHS) est une société savante française fondée en 1937. Elle est domiciliée aux Archives nationales à Paris. Elle a pour objet l'étude des armoiries et des sceaux.

## Historique
Elle a été fondée en 1937 à partir d'une scission majoritaire de la Société des collectionneurs d'Ex-libris. Elle a pour objectif « de contribuer au développement des études relatives à l’héraldique et à la sigillographie, au moyen notamment de réunions, conférences, colloques, congrès et publications » (article 2 de ses statuts). Elle réunit aujourd’hui universitaires, chercheurs, étudiants et passionnés intéressés par ces deux sciences "auxiliaires de l’histoire".

### Liste des présidents
- 1937 : Joseph de Fontenay ; président d'honneur : Adrien Blanchet[2]
- 1946 : Eugène Olivier
- 1951 : Jacques Meurgey de Tupigny
- 1974 : Yves Metman
- 1981 : Bernard Mahieu
- 1988 : Robert-Henri Bautier
- 2001 : Édouard Secretan[3]
- 2008 : Michel Pastoureau
- 2017 : Jean-Luc Chassel

## Objectifs de la société
Le but de la Société française d'héraldique et de sigillographie est la promotion des études relatives à l’héraldique et à la sigillographie. Elle réunit des érudits, archivistes et universitaires reconnus dans ce domaine comme Michel Pastoureau, Michel Popoff, Hervé Pinoteau ou encore Faustino Menéndez Pidal de Navascués (es).

## Actions de la société
Elle organise régulièrement des événements scientifiques, notamment des conférences publiques mensuelles et un colloque annuel.
Elle entretient des liens étroits avec le service des sceaux des Archives nationales (France).

## Publications
La Revue française d'héraldique et de sigillographie, éditée depuis 1938 par la Société, est une publication spécialisée rassemblant des articles, des chroniques documentaires et bibliographiques rendant compte des avancées les plus récentes de la recherche tout en s’ouvrant aux domaines annexes des arts, de la littérature, du droit et de l’étude des mentalités.
Régulièrement, la revue édite des actes de colloques ou de journées d’études en sigillographie ou en héraldique.
La revue est livrée chaque année aux membres de l'association. Elle est également disponible au numéro sur commande.

## Armoiries
Les armoiries de la SFHS sont : d'azur à deux bâtons de héraut d'armes d'argent en sautoir, accompagnés de deux fleurs de lis d'or, l'une en chef et l'autre en pointe, et de deux abeilles du même, une à chaque flanc. Lambrequins d'azur, d'or et d'argent. Cimier : un phénix d'or sur son immortalité de gueules. Devise : Resurgam.